# Eobates
Eobates is een geslacht van wantsen uit de familie van de Gerridae (schaatsenrijders). Het geslacht werd voor het eerst wetenschappelijk beschreven door Carl John Drake en Halbert Marion Harris in 1934.

## Soorten
Het genus bevat de volgende soorten:

- Eobates morrisoni Drake & Harris, 1934
- Eobates vittatus (Shaw, 1933)